# My Sound of Silence
My Sound of Silence är en svensk popgrupp bildad i Umeå 2009. Bandet består av Helena Andersson (sång/gitarr/keyboard) och Therese Lithner (sång/gitarr/keyboard/percussion). De släppte EP:n Second fall på skivetiketten Stugan i februari 2013. I april 2016 släpptes debutalbumet Low Velocity Bullets på Dock 7 Records.
Bandet har spelat live i Sverige på Umeå Open, Scharinska, Debaser (rockklubb), Verket och UxU festival. I april 2016 gjorde bandet en Tysklandsturné i samband med albumet som släpptes samma månad.
Efter ett av bandets liveframträdanden på Umeå Open beskrevs deras musik som mollbetonad, finstämd pop, där rösterna och stämmorna som Andersson och Lithner skapar tillsammans utgör de mest framstående instrumenten.
Gruppens båda medlemmar är även medlemmar i bandet Vaken.
Gruppen har gjort en cover på Nirvanalåten Pennyroyal Tea. Covern hade videopremiär på Rolling Stone Magazine i april 2016. 

## Diskografi
Album
- 2013 Second Fall
- 2016 Low Velocity Bullets

Singlar
- 2014 LVB
- 2015 Cheater
- 2015 Pennyroyal Tea